# 汐見橋入口
汐見橋入口（しおみばしいりぐち）は、大阪府大阪市中央区の阪神高速道路15号堺線の入口。堺方面のみ接続するハーフICである。
新なにわ筋（大阪府道29号大阪臨海線）と千日前通（大阪市道難波境川線）の交点である汐見橋交差点のすぐ南に位置する。

## 料金所

### 汐見橋料金所
- ブース数：2
  - ETC専用：1
  - ETC/一般：1

## 周辺
- Osaka Metro千日前線・阪神なんば線桜川駅
- 南海高野線（汐見橋線）汐見橋駅
- 大丸汐見橋別館
- なにわ病院
- 浪速公園
- 堀江

## 隣
阪神高速15号堺線
(1-11)高津入口 - 高津JCT - 湊町JCT - (15-01)湊町出入口 - (15-02)汐見橋入口 - (15-03)芦原出口 - 南開JCT - 南開TB - (15-04)津守出入口